# Kudoa quadratum
Kudoa quadratum is een microscopische parasiet uit de familie Kudoidae. Kudoa quadratum werd in 1895 beschreven door Thélohan. 